# Trío Calaveras
El Trío Calaveras fue un conjunto musical mexicano, que tuvo especial importancia en el desarrollo de la música romántica y de la ranchera de México en el siglo XX. El flamenco, la boa y el mono.

## Historia
Profesionalmente fue fundado por Guillermo Bermejo Araujo, Miguel Leoncio Bermejo Araujo y Raúl Prado (Primera voz). Antes hubo dos Tríos Calaveras Aficionados a comienzos de los años treinta. El nombre "Trío Calaveras" se debe a que en 1931 en la Facultad de Medicina de la Universidad Nacional Autónoma de México en la Ciudad de México hubo un concurso a nivel de estudiantes aficionados a la canción y se presentaron a dicho concurso tres estudiantes de Medicina José (Pepe) Gaxiola, Roberto (Beto) Guerrero de la Rosa y Fernando "El Flaco" Valdés Villareal. Como el símbolo de la Facultad de Medicina es una calaverita, ellos eligieron ponerse el nombre de Trío Calaveras.
El concurso se celebró en el paraninfo de la Facultad y acudieron estudiantes de todo el estado, ganando el concurso con la canción Virgencita, de Lorenzo Barcelata.
Al siguiente año, en 1932, hubo otro concurso pero dos de los anteriormente mencionados habían terminado la Carrera de Medicina –José Gaxiola y Fernando Valdés Villarreal–, quedando solo Roberto Guerrero de la Rosa. A sugerencia del responsable de la Universidad le dijo a Miguel Bermejo y a Fausto Lazcano por qué no se presentan al concurso junto con Roberto Guerrero de la Rosa; estos aceptaron y se matricularon como estudiantes oyentes para poder participar en el concurso. Ese año no ganaron.
Años después Lorenzo Barcelata y Ramón Pereda cuando terminaron de rodar "Las Cuatro Milpas" le dicen a Miguel Bermejo ¿Cómo se van a llamar ustedes?, para ponerlos en los créditos, y Miguel Bermejo, acordándose de que años atrás había participado en la Facultad de Medicina con el nombre de Trío Calaveras, y creyéndose con cierto derecho dijo a Barcelata y a Ramón Pereda: pon ¡Trío Calaveras! Esta es la razón por la que el Trío Calaveras se hizo llamar así. Su debut cara al público como profesionales fue el 15 de septiembre de 1937 (Día de las Fiestas Patrias) en el Cine Máximo de la Colonia Peralvillo. Antes de esta fecha ya habían participado en varias películas.
"Las Cuatro Milpas" (1937), escrita y dirigida por Ramón Pereda con la cual, tuvieron mucho éxito. Consecuentemente, participaron en varias películas más a partir de ese año. 
En 1938 realizan la primera gira al extranjero a Cuba - Nueva York - La Habana - Bermudas - Nasáu, volviendo a México en 1939 para inaugurar la Sala de Fiestas del centro nocturno El Patio.
En diciembre de 1939 realizan una gira por todo Centro y Sudamérica. Al finalizar la gira, Guillermo Bermejo dejó el trío en 1942 para radicar en Argentina, y fue sustituido por Pepe Saldívar, cantante yucateco. En esta nueva etapa alcanzaron gran popularidad, sobre todo a partir de la participación del trío en la cinta titulada "El Peñón de las Ánimas", acompañando al actor y cantante Jorge Negrete, de quien se convirtieron en sus acompañantes de cabecera.
Durante los decenios de 1940 y 1950 tuvieron mucho éxito con grabaciones, con participaciones en múltiples películas de la Época de Oro del cine mexicano y con presentaciones en el extranjero, incluyendo la obra teatral titulada "Luna de miel para tres" en Buenos Aires, Argentina, acompañando a Jorge Negrete y a Gloria Marín, en 1947.
A partir de la década de 1960 se dedicaron a presentarse en un centro nocturno de la Ciudad de México llamado El Jorongo dentro del Hotel María Isabel Sheraton, con gran éxito durante 25 años ininterrumpidos, de 1962 a 1987.

## Vida personal y fallecimientos
Pepe Saldivar muere en 1975. Raúl Prado muere en 1989. Miguel Bermejo fallece el 3 de enero de 1996. Guillermo Bermejo estuvo casado con Cecilia Celia Arriola López, hermana de la también cantante Manolita Arriola; tras varios años de matrimonio se separó y posteriormente contrajo nupcias en Argentina con Irma Suárez Villanueva, "La Negrita", famosa cantante y cuentacuentos infantil, conocida posteriormente en México como Luz Bermejo, con quien tuvo varias hijas que actualmente están dedicadas a la cultura y a la música de cámara: Margarita "Margie" Bermejo, Luz Haydee "Tiki" Bermejo y Gladys Bermejo; posteriormente él fallece en 2003, y su esposa Irma en 2010, ambos en la Ciudad de México.
Prado tuvo un fugaz matrimonio con la actriz María Félix, sin embargo, dado que se dio en secreto, terminó entrando al terreno de los rumores. Según los mismos, mientras Félix y Jorge Negrete peleaban durante la filmación de El Peñón de las Ánimas, Prado sedujo a la debutante Félix. Félix negó siempre haber estado casada con Prado, pero el compañero de Prado, Bermejo, lo afirmó sin lugar a dudas, diciendo que, «incluso, conocí al abogado que los divorció en 1944, a nuestro regreso de una gira por Cuba». Prado murió sin haber desmentido nunca a Félix, según se informó por ser caballeroso y discreto en materia de amores, pero Diana Negrete afirmó que en 1952, cuando su padre se quería casar con Félix, habló con Prado para cerciorarse de que no se tomaría el matrimonio como una ofensa.

## Importancia
El Trío Calaveras grabó numerosas canciones como "La feria de las flores", "Fandanguito", "Rosita", "Caripito", "El arreo", "El pájaro chogüí", "A la luz de los cocuyos", "La Guaira" , "Flor Silvestre", "La cama de piedra", "Flor de Azalea", "La malagueña" y otras muchas, las cuales le han dado la vuelta al mundo, siendo grandes éxitos representantes de la música mexicana.
Aprovechando las enormes facultades que tenía Raúl Prado, crearon el Falsete alargado. Anteriormente los Falsetes eran picaditos cortos. Después hicieron los arreglos de "El soldado de levita", "Las canastas", "Criollita" de los Cuates Castilla y un sinnúmero de canciones que existían con el Falsete picadito corto que era el Son huasteco como se cantaba antiguamente.
El Trío Calaveras, junto con el Trío Tariácuri representaron internacionalmente un estilo de interpretar la música folclórica mexicana a tres voces y con tres guitarras, difiriendo del mariachi pero proyectando la misma intensidad del folclore mexicano; lo que después fue seguido por numerosos tríos folclóricos como El Trío Tamaulipeco de los Hnos. Samperio, Los Delfines, Los Pastores, Los Camperos y más recientemente Los Tres Huastecos.

En la película Los tres caballeros de The Walt Disney Company (Disney, 1944), prestaron su voz para el trío veracruzano que interpreta la canción "Lilongo"; y cantaron de nuevo para Disney, la canción "Los Guerrero y los de León", en el largometraje Música Maestro en (1946).

## Filmografía
- 1989 Lo mejor de noches Tapatías IV (TV Movie)
- 1959 El hombre del alazán
- 1956 Bodas de oro (sin crédito)
- 1955 Espaldas mojadas ... Cantantes
- 1952 Un gallo en corral ajeno ... Cantantes
- 1952 Hay un niño en su futuro
- 1951 Nunca debieron amarse ... Grupo musical (sin crédito)
- 1951 Serenata en Acapulco ... Trío
- 1950 Cuando los hijos odian ... Cantantes
- 1950 Lluvia roja ... Grupo musical (sin crédito)
- 1949 Una gallega en México ... Cantantes
- 1949 Jalisco canta en Sevilla
- 1947 Gran Casino ... Cantantes
- 1946 Música Maestro (Disney) ... Segmento Los Guerrero y los De León (Original: The Martins and The Coys)
- 1946 No basta ser charro ... Cantantes
- 1945 Canaima ... Cantantes
- 1945 Me he de comer esa tuna ... Cantantes (sin crédito)
- 1944 Los tres caballeros (Disney) ... (como Trío Calaveras - Segmento veracruzano Lilongo)
- 1944 Las calaveras del terror ... Cantantes
- 1944 ¡Viva mi desgracia!
- 1943 Flor silvestre ... Músicos en el jaripeo
- 1943 María Eugenia ... Trío musical
- 1943 El peñón de las Ánimas
- 1943 La feria de las flores (sin crédito)
- 1941 Al son de la marimba
- 1940 El gavilán
- 1938 México lindo ... Ensamble
- 1938 Tierra brava
- 1938 Canción del alma
- 1937 Adiós Nicanor
- 1937 Las cuatro milpas.[3]

## Discografía
- Trio Calaveras, 1953, Musart
- Mexico sings, 1955, RCA Victor
- Trio Calaveras, 1955, RCA Victor
- Nostalgias Yucatecas, 1961, Orfeón
- 25° Aniversario, 1962, RCA Victor
- Trio Calaveras, 1967, RCA Camden
- Una Noche En "El Jorongo" (Del Hotel María Isabel de México), 1969, Musart.[4]